# Gardenia carstensensis
Gardenia carstensensis är en måreväxtart som beskrevs av Herbert Fuller Wernham. Gardenia carstensensis ingår i släktet Gardenia och familjen måreväxter. Inga underarter finns listade i Catalogue of Life.